# Алькін (Сирія)
Алькін (англ. Alqin, араб. عالقين) — поселення в Сирії, що складає невеличку друзьку общину в нохії Габагіб, яка входить до складу мінтаки Ес-Санамейн в південній сирійській мухафазі Дара.